# Historiserende vormgeving
Historiserende vormgeving is het vormgeven van een object (gebouw, kunstwerk, gebruiksvoorwerp) in de stijl van een vroegere periode. Hiermee wordt mogelijk tegemoet gekomen aan gevoelens van nostalgie en de soms als koud en afstandelijk ervaren moderne vormgeving.
Historiserende vormgeving roept ook weerstand op vanuit het idee dat vorm de functie zou moeten volgen en omdat bij een historiserende vormgeving de werkelijke leeftijd minder goed van het object is af te leiden: het ziet eruit alsof het al heel oud is, maar is dat in werkelijkheid niet.
Bij het ontwerpen van een uitbouw aan of nieuwe vleugel van een bestaand gebouw in een oude (stads)wijk of zelfs een heel nieuw gebouw of stadsvernieuwing moet wel worden bekeken of dat ontwerp daarin past. Er is daarbij vaak ook sprake van een beschermd stadsgezicht of beschermd dorpsgezicht.

## Historische referentie

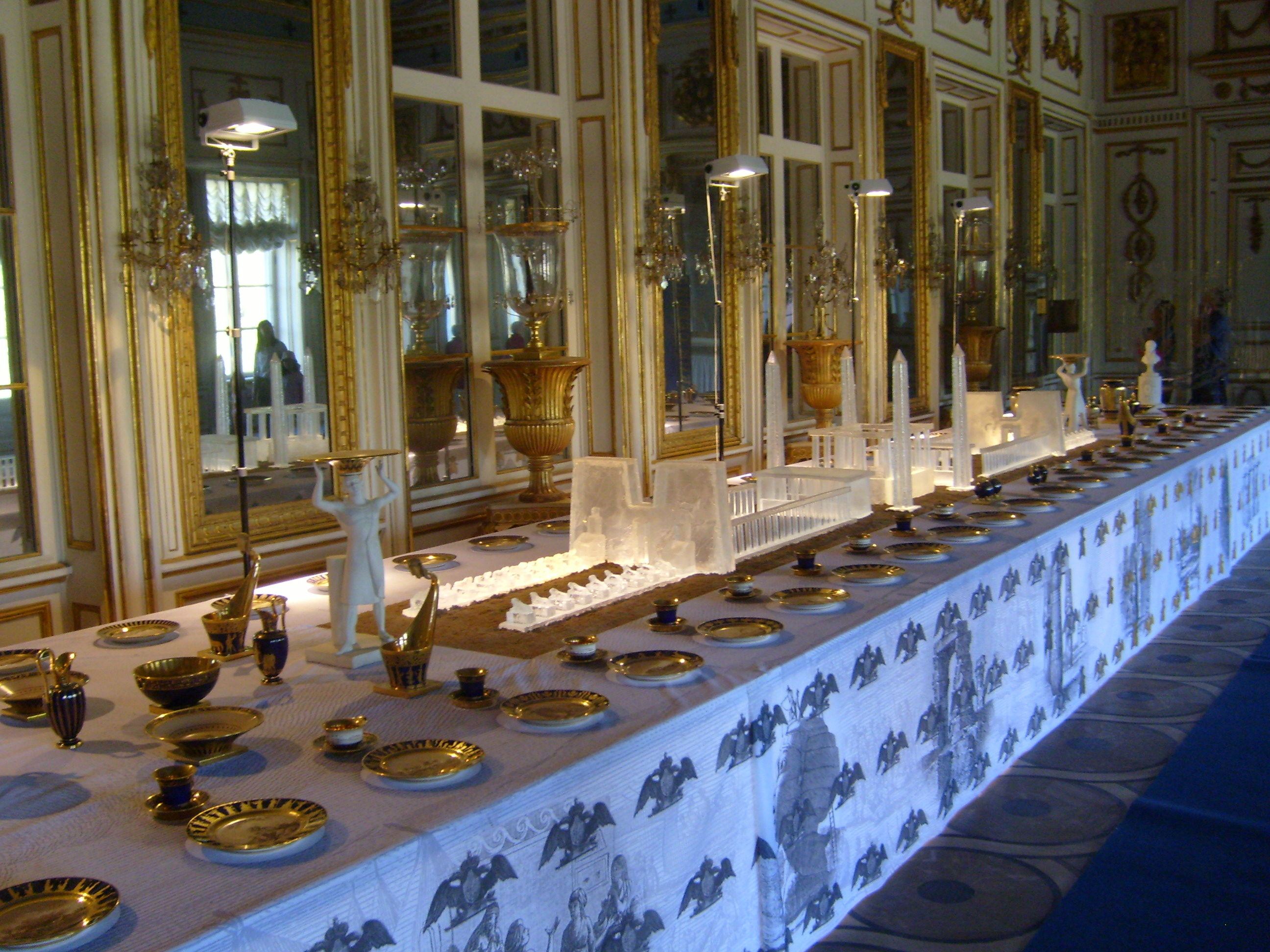
Egyptisch geïnspireerd tafelgerei van Napoleon (Sèvres, 1804-06)

Historiserende vormgeving is een historische referentie, een periode in de geschiedenis die geïdealiseerd en daarom als voorbeeld genomen wordt. De meest gebruikte referentie is het Romeinse Rijk, het eerste grote rijk in Europa, dat een enorme sprong in de ontwikkeling van Europa bewerkstelligde. Zowel de renaissance (14e-16e eeuw) als het classicisme (1770-1830) grijpen terug op het Romeinse Rijk.
Na de expeditie van Napoleon naar Egypte kwam met name in Frankrijk het egypticisme in de mode, wat invloed had op de empirestijl.
Met name vanuit Engeland kwam in de 19e eeuw de neogotiek op gang, en in minder mate het neoromaans.

## Historisme

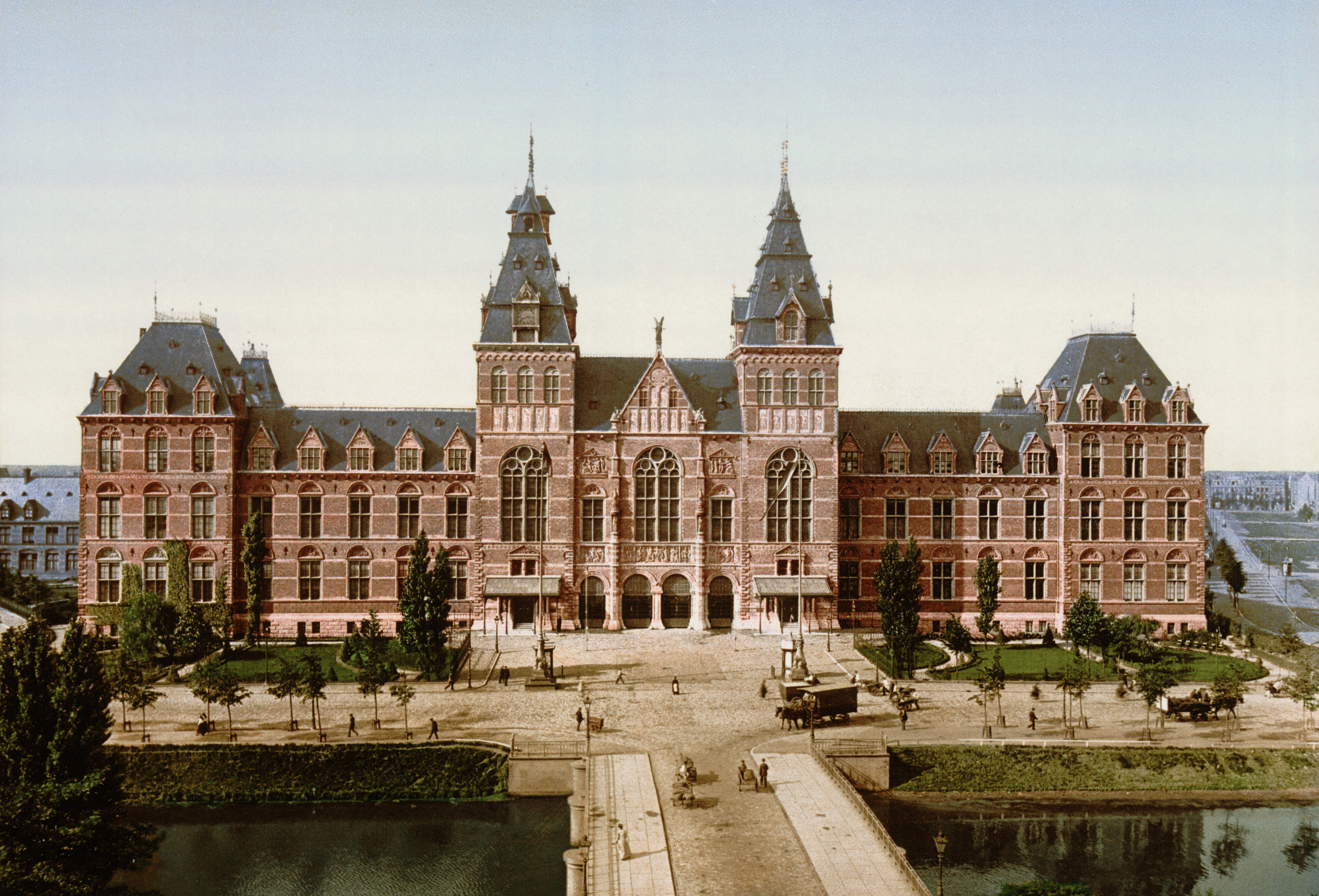
Rijksmuseum rond 1900

In de architectuur was eind 19e eeuw sprake van historiserende vormgeving. De techniek had een enorme ontwikkeling doorgemaakt, desondanks vertaalde zich dat niet naar een nieuwe vormgeving.  Begin 20e eeuw werd het historisme doorbroken door de jugendstil (die overigens ook vele historiserende elementen bevatte) en -in Nederland- het rationalisme van H.P. Berlage (Beurs van Berlage).
Een voorbeeld is architect Pierre Cuypers, die gebouwen als het Centraal Station en Rijksmuseum in Amsterdam ontwierp.

## Heden

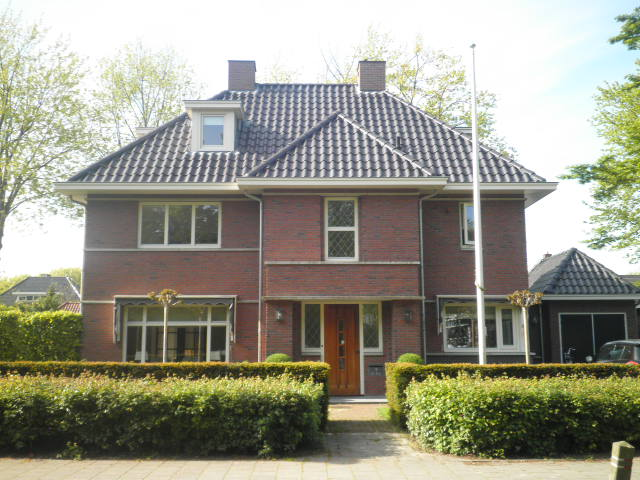
Een woning in historiserende stijl, onder meer het overstekende dak doet denken aan de Nieuwe Haagsche School

Ook aan het begin van de 21e eeuw is historiserende vormgeving een trend, zij het dat meestal teruggegrepen wordt op een relatief nabije periode, de 20e eeuw.
Een achtergrond hierbij is dat Vinex-wijken door projectontwikkelaars en niet meer door woningcorporaties worden ontwikkeld. Dat betekent een verschuiving van de machtsverhoudingen. Voorheen was de overheid leidend in de vormgeving van een nieuwbouwwijk. Door de marktwerking hebben bewoners nu veel meer invloed. Het zijn de bewoners die de historiserende architectuur vaak erg mooi vinden, terwijl architecten en professionele architectuurcritici er vaak geen goed woord voor over hebben (Retrovirus).
Als voorbeeld voor historiserend bouwen geldt de Helmondse wijk Brandevoort.